# Pintura dos Países Baixos
´

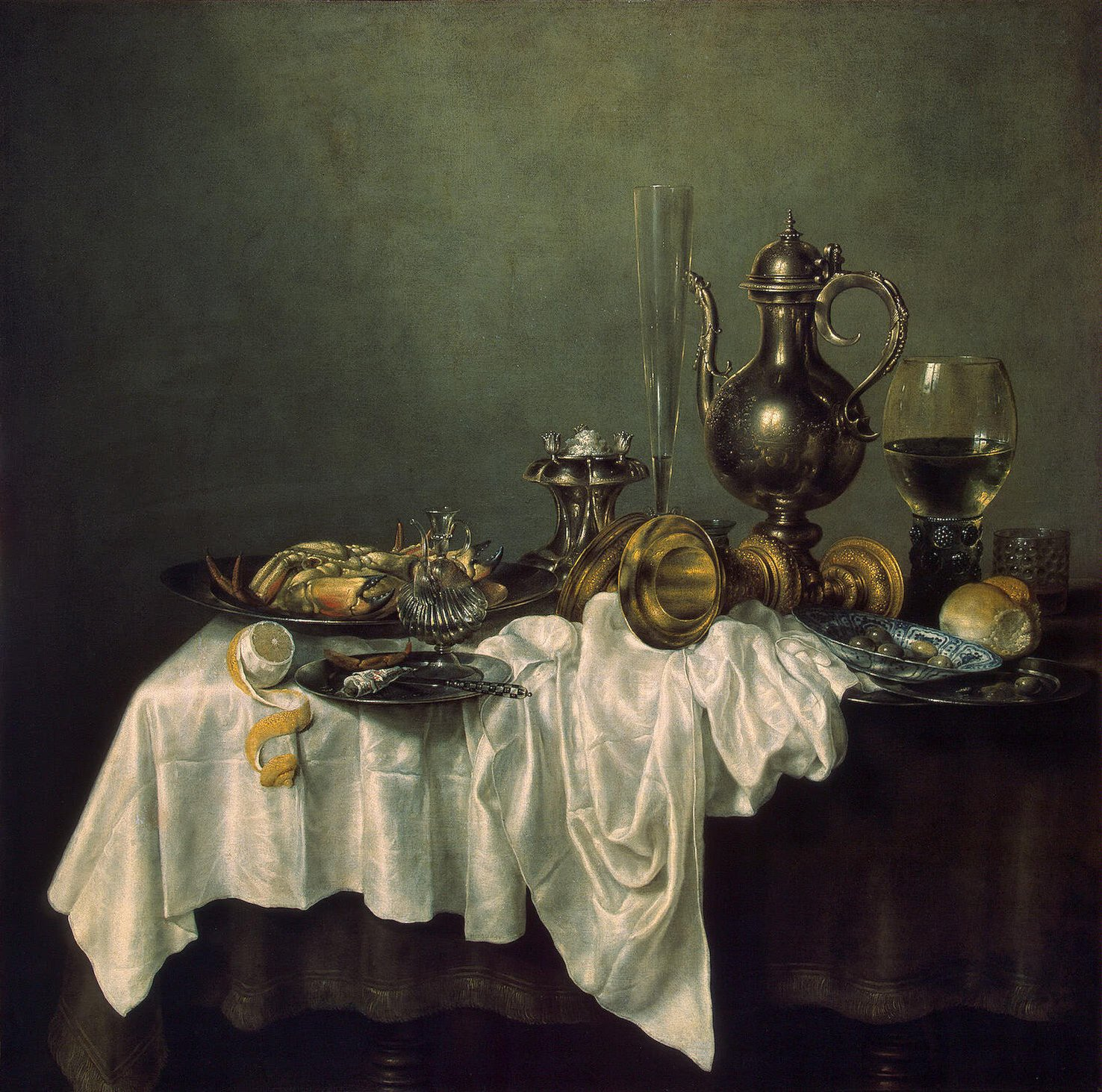
Breakfast with a Lobster, Willem Claeszoon Heda

A Pintura dos Países Baixos descreve a produção artística realizada na região dos Países Baixos desde a separação da República das Sete Províncias Unidas dos Países Baixos de Flandres até o surgimento do Reino da Holanda na metade do século XIX. As pinturas anteriores a essa época produzidas na região são parte do Gótico Flamengo e no Renascimento Flamengo. 
A  história da pintura nos Países Baixos é dominada pelo chamado Século de Ouro da Pintura dos Países Baixos, entre 1620-1680, quando um estilo bem peculiar se desenvolveu, mas ainda mantendo ligações próximas com o Barroco Flamengo. 
Após a independência da Holanda, a Escola de Haia do século XIX reinterpretou o Século de Ouro com caraterísticas contemporâneas e colocou a região novamente na liderança da arte na Europa.  Vincent Van Gogh e Piet Mondrian trabalharam basicamente fora da Holanda, o Impressionismo Holandês teve impacto local, mas o movimento foi influente no exterior. 

## Século  XVIII
Artistas holandeses do século XVIII são menos conhecidos. Destacamos apenas a pintura de paisagens, especialmente as marinhas. Os gostos europeus caíram na órbita do rococó francês, que cultivava um tipo de pintura muito diferente da tradicional holandesa, e que teria seus melhores representantes em Fragonard e Boucher. A Holanda também não brilhou particularmente nas fileiras do neoclassicismo do século XVIII, continuando a pintar naturezas-mortas florais, paisagens e cenas de gênero, cultivando seu próprio mercado.

## Século XIX
Após o Século de Ouro da pintura dos Países Baixos, foi apenas no final do século XIX que surgiu Vincent van Gogh, desenvolvendo suas obras na França.

## Século XX
Entre 1905-1910, o Pontilhismo foi seguido por Jan Sluyters, Piet Mondrian e Leo Gestel. Entre 1911 e 1914, todos os movimentos artísticos da época chegaram na Holanda incluindo cubismo, futurismo e expressionismo. Após a Primeira Guerra Mundial, o estilo De Stijl (o estilo) foi liderado por Theo van Doesburg e Piet Mondrian.